# Владимировка (Черкасская область)
Владимировка (укр. Володимирівка) — посёлок в Уманском районе Черкасской области Украины.
Население по переписи 2001 года составляло 69 человек. Почтовый индекс — 19154. Телефонный код — 4746.

## Местный совет
19154, Черкасская обл., Монастырищенский р-н, с. Сарны, ул. Мира, 18